# Thelma Hopkins
Thelma Hopkins (Kingston upon Hull, 16 de marzo de 1936-Edmonton, Alberta, 10 de enero de 2025) fue una atleta británica, especializada en la prueba de salto de altura en la que llegó a ser subcampeona olímpica en 1956 y plusmarquista mundial a mediados de los años 50 con un salto de 1.74 metros.

## Carrera deportiva
En los JJ. OO. de Melbourne 1956 ganó la medalla de plata en el salto de altura, con un salto de 1.67 metros, quedando en el podio tras la estadounidense Mildred McDaniel que con 1.76 metros batió el récord del mundo, y empatada con la soviética Maria Pisaryeva (también 1.67 metros).